# Saint-Vincent-de-Reins
Saint-Vincent-de-Reins es una comuna francesa situada en el departamento de Ródano, de la región de Auvernia-Ródano-Alpes.

## Demografía
| 918 | 856 | 776 | 757 | 711 | 650 | 679 | 657 |
| Para los censos de 1962 a 1999 la población legal corresponde a la población sin duplicidades (Fuente: INSEE [Consultar]) |     |     |     |     |     |     |     |